# Rościn (powiat choszczeński)
Rościn (niem. Röstenberg) – osada w Polsce położona w województwie zachodniopomorskim, w powiecie choszczeńskim, w gminie Drawno. W latach 1975–1998 miejscowość administracyjnie należała do województwa gorzowskiego. W roku 2007 osada liczyła 14 mieszkańców. Osada wchodzi w skład sołectwa Święciechów. 

## Geografia
Osada leży ok. 4 km na wschód od Święciechowa, nad rzeką Drawą.